# Parádi Kriszta
Parádi Kriszta modell, manöken, grafikus.

## Élete
A Moholy-Nagy Művészeti Egyetemen végzett grafikus, design tervező, vizuális alkotóművész. A 90-es évek egyik kiemelkedő manökenje. Az „Év arca” verseny után lett ismert, folyamatosan kapta a felkéséréseket, divatbemutatókra, külföldön is, például Kanadában, Bécsben is járt a munkájával.
Szerepelt címlapokon, szaklapokban – Fotográfia, Fotóművészet –, és egyéb kiadványokban, reklámfilmekben. Fotósai voltak, többek közt: Baricz Katalin, Rózsavölgyi Gyöngyi, Regős Gábor fotóművészek.
Munkája mellett tanult, egyetemre járt. A Magyar Iparművészeti Egyetemen végzett alkalmazott grafikusként, tipográfusként. A grafikus szakmában dolgozik, de párhuzamosan kitalált egy új divat trendet, melynek a Mandalám nevet adta. Fő profilja a személyes mandalák tervezése monogramból, emellett saját tervezésű egyedi mintákkal díszített táskák, ruhák, lakásdekorációk, kiegészítők tervezése, melyeket hazai gyártókkal, vagy designerekkel közösen kiviteleznek (lakásdekor, táska, kiegészítők, papír-írószer, fotel stb.).